# انتشارات بلومزبری
انتشارات بلومزبری (به انگلیسی: Bloomsbury Publishing plc)یک ناشر کتاب‌های رمان مستقر در لندن است که حق انتشار هری پاتر در پادشاهی متحده را دارد. بلومزبری همچنین در سال‌های ۱۹۹۹ و ۲۰۰۰ عنوان ناشر سال را از طرف اتحادیه ناشران کتاب بریتانیا دریافت کرد.